# MTR Mobile
MTR Mobile，是一個2010年發佈的流動應用程式，由港鐵公司開發。

## 版本歷史
- 2010年，MTR Mobile於蘋果公司App Store應用程式商店發佈，內建路綫百科[1]。

- 2011年，MTR Mobile於Google Play應用程式商店發佈。

- 2018年，MTR Mobile加入「Chatbot互動查詢」[2][3]。

- 2021年，MTR Mobile 透過政府資訊科技總監辦公室統籌的資料一線通服務提供香港交通資料，涵蓋香港輕鐵、機場快線、九巴、城巴、新巴、大嶼山巴士和綠色專線小巴。[4]

## 奬項
- 2018年 於《Marketing》雜誌舉辦的「手機市場推廣卓越大獎2018」頒獎禮上榮獲「最佳表現大獎—品牌」

## 外部連結
- 官方網站 （页面存档备份，存于）
- MTR Mobile （页面存档备份，存于）
- MTR Mobile （页面存档备份，存于）